# Sinoda v Uppsali
Sinoda v Uppsali leta 1593 je bila najpomembnejša sinoda v zgodovini Švedske luteranske cerkve. Švedska je doživela protestantsko reformacijo in se v 1520. letih razšla  katolištvom, uradne veroizpovedi pa ni razglasila.

## Zgodovina
Sinodo v Uppsali je sklical vojvoda Karel, dedič švedskega prestola. Na njej so bili štirje škofi in več kot 300 duhovnikov. Sinodo je 1. marca 1593 otvoril  Nils Göransson Gyllenstierna. Naslednji dan je bil za predsednika izvoljen Nicolaus Olai Bothniensis, profesor teologije na Univerzi v Uppsali.
5. marca je sinoda odločila, da je edino versko vodilo Sveto pismo. Uradno sprejemljive so bile apostolska, nicejska, atanazijska in izvirna luteranska  augsburška veroizpoved iz leta 1530. Po soglasnem sprejetju  izvirne luteranske  augsburška veroizpovedi je predsedujoči Nicolaus Olai Bothniensis vzkliknil: "Švedska je zdaj en človek in vsi bomo imeli enega Gospoda in enega Boga".
Druga pomembna odločitev je bila, da je v državi dovoljena samo luteranska doktrina. Kavinizem, katolištvo in zwinglijanstvo so bili uradno prepovedani. Katoliškemu podobno bogoslužje kralja Ivana III. Švedskega  je bilo zavrnjeno. 
15. marca je bil za nadškofa Uppsale izvoljen Abraham Angermannus. 
Srečanje se je končalo 20. marca z dekretom, ki so ga podpisali vojvoda Karel,  člani predsedstva in škofi in zatem predstavniki iz cele države. 

## Sklic
1. ↑  Upsala, Diet of. Lutheran Cyclopedia. New York: Schrivner, 1899. str. 528-529.